# Lakat
Lakat (cyr. Лакат) – wieś w Bośni i Hercegowinie, w Republice Serbskiej, w gminie Nevesinje. W 2013 roku liczyła 82 mieszkańców.